# Gymnocalycium schickendantzii
Gymnocalycium schroederianum (F.A.C.Weber) Britton & Rose es una especie fanerógama perteneciente a la familia de las Cactaceae.

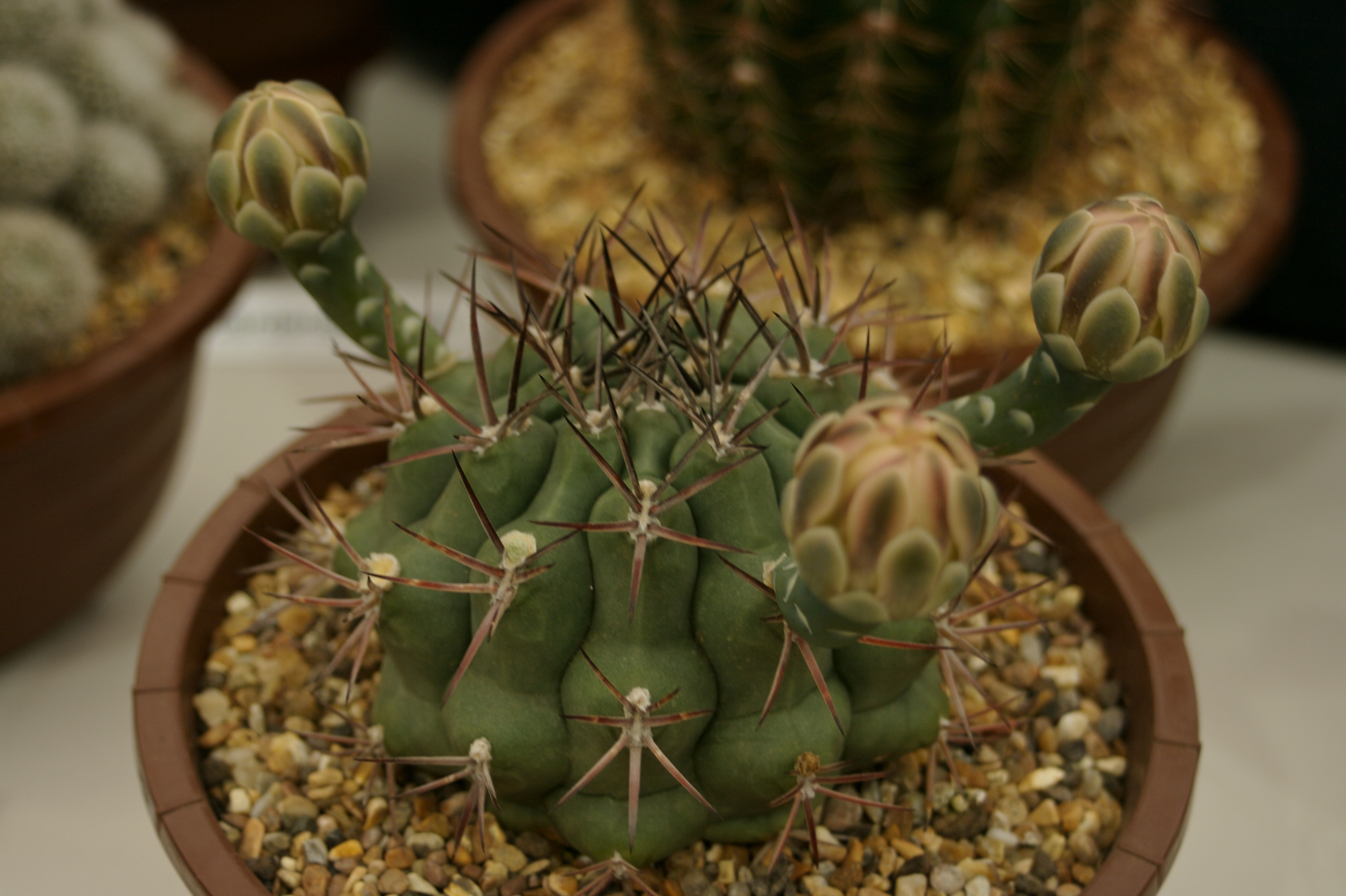
Vista de la planta

## Distribución
Es endémica de Argentina. Es una especie común que se ha extendido por todo el mundo.

## Descripción
Gymnocalycium schickendantzii crece individualmente con tallos cilíndricos verdes, esféricos o cortos de color oscuro verde oliva a marrón, alcanzando un diámetro de hasta 10 cm (raramente hasta 14 cm). Tiene de 7 a 14 (raramente a 18) costillas que están claramente divididos en cúspides. A veces tiene una espina central presente y de seis a siete ligeramente aplanadas, espinas radiales de lado o ligeramente curvas son de color rojizo de color gris a marrón amarillento y hasta 3 cm de largo. Las flores de color  blanco a rosado o amarillento sucio verde alcanzan una longitud de hasta 5 centímetros y un diámetro de hasta 3 centímetros. Los frutos con forma de huevo  son de color verde al azul pizarra.

## Taxonomía
Gymnocalycium schickendantzii fue descrita por (F.A.C.Weber) Britton & Rose y publicado en The Cactaceae; descriptions and illustrations of plants of the cactus family 3: 164–165, pl. 19, f. 2; f. 179, 181. 1922.
Etimología
Gymnocalycium: nombre genérico que deriva del griego,  γυμνός (gymnos) para "desnudo" y κάλυξ ( kalyx ) para "cáliz" = "cáliz desnudo", donde refiere a que los brotes florales no tienen ni pelos ni espinas.
schickendantzii epíteto nombrado en honor del químico alemán Friedrich Schickendantz (1837–1896).
Sinonimia
- Echinocactus schickendantzii
- Gymnocalycium michoga
- Gymnocalycium antherostele
- Gymnocalycium joossensianum (Boed.) Britton & Rose
- Gymnocalycium pungens Fleisch.[4]